# 緑ヶ丘公園 (帯広市)
緑ヶ丘公園（みどりがおかこうえん）は、北海道帯広市にある公園。都市公園法に基づく都市公園、都市計画法に基づく都市計画公園である。

## 概要
かつての北海道集治監十勝分監（後の十勝監獄→十勝刑務所で帯広刑務所の前身）の数度にわたる用地解放により開設された。具体的には、旧帯広町が1926年（大正15年）、1927年（昭和2年）、1928年（昭和3年）の3度にわたり大蔵省から水源涵養地として用地の特売を受けた。公園として整備され始めたのは1932年（昭和7年）頃のことで、地積は1948年（昭和23年）頃には74haとなった。
帯広市内で最も歴史のある公園であり、公園名は当時公園開設に奔走した帯広町議会議員で北海館（北海道ホテルの前身）経営者でもあった小泉碧（みどり）の名にちなんで命名された。
施設面では1929年（昭和4年）に北海道庁の村上幾一が作成した公園設計図には、陸上競技場、野球場、一般運動場、テニスコートなどが書かれている。しかし、太平洋戦争中には飛行場や軍用道路も設けられ、戦争末期には一部は畑になっていた。
戦後、1946年（昭和21年）に公園北東部に市営野球場が新設され、さらに1950年（昭和25年）から1953年（昭和28年）にかけて陸上競技場、バレーボール・テニスコート等が整備された。また特設リンクでは『国民体育大会』スピードスケート競技が開催された。
園内には文化施設、運動施設、遊具施設、歌碑や文化財などがあり、園路も充実している。毎年1月下旬若しくは2月上旬に『おびひろ氷まつり』、5月には『おびひろ桜まつり』などのイベントが開催される。
2007年（平成19年）に都市公園法施行50周年記念事業実行委員会が主催した「日本の歴史公園100選」に選定され、2013年（平成25年）には造園としての価値が認められ、日本造園学会北海道支部による第4次「北の造園遺産」に認定された。

## 歴史
- 1926年（大正15年）：旧帯広町が大蔵省から水源涵養地として用地の特売を受ける（以後1928年にかけて数回にわたり用地を取得）[2]。
- 1958年（昭和33年）：野草園開園[2]。
- 1963年（昭和38年）：おびひろ動物園開園。
- 1964年（昭和39年）：帯広市児童会館開館[2]。
- 1973年（昭和48年）：彫刻の径（みち）完成。
- 1976年（昭和51年）：帯広刑務所が市内別府町南13-33に移転。
- 1978年（昭和53年）：グリーンパーク開園[2]。
- 1981年（昭和56年）：400mベンチ完成[2]。
- 1982年（昭和57年）：帯広百年記念館開館[2]。
- 1991年（平成03年）：北海道立帯広美術館開館。
- 1995年（平成07年）：多目的広場完成。
- 1998年（平成10年）：みどりと花のセンター開館。
- 2008年（平成20年）：児童遊園開園[2]。

## 施設

### みどりと花のセンター
植物広場があり、公園来園者の休憩場所や緑化活動の普及啓発・情報提供、市内の公園・街路樹の管理を兼ねた施設となっている。また、緑に関する講習会を開催しているほか、「緑の健康診断員」による樹木や花などの相談も受けている。
- 開館時間：9:00から17:00
- 休館日：月曜日（祝日の場合は開館）、祝日の翌日、年末年始（12月29日から1月3日）

### 帯広百年記念館
博物館機能と創造活動機能を持ち合わせた複合施設。アイヌ民族文化情報センター「リウカ」を併設している。
- 開館時間
  - 常設展示室：9:00から17:00、創造活動センター：9:00から22:00
- 休館日：月曜日、祝日の翌日（ただし翌日が土曜・日曜の場合は開館）、年末年始（12月29日から1月3日）

### 帯広市児童会館
児童文化センターと青少年科学館（プラネタリウム、天文台あり）の機能を併せ持つ社会教育施設。
- 開館時間：9:00から17:00
- 休館日：月曜日（祝日の場合は開館）、11月から3月までの祝日の翌日（同日が土曜・日曜の場合は開館）、年末年始

### 野草園
43,530m²の敷地に82科375種あまりの野草樹木が自生している。春には「野草園開園の集い」「春の散策会」、秋には「秋の散策会」が開催されるほか、「野草園の花」写真展、宿泊学習や科学クラブの自然観察などを実施している。運営は野草園運営委員会が協力している。
- 開園期間：4月29日から10月31日まで
- 開園時間：9:00から16:30

### おびひろ動物園
北海道内で2番目の動物園として開園。73種400点の動物を飼育しており、園内には遊園地や氷雪の家（植村直己記念館）がある。
- 開園期間
  - 夏期開園：4月29日から11月3日まで、冬期開園：12月1日から2月末日までの土曜・日曜・祝日（年末年始は閉園、『氷まつり』開催時の金曜は開園）
- 開園時間
  - 夏期開園：9:00から16:30（10月1日からは9:30から16:00）、冬季開園：11:00から14:00

### 北海道立帯広美術館
北海道立の美術館としては5館目となる施設。道東ゆかりの作家の作品や近現代の版画を中心に展示している。
- 開館時間：9:30から17:00
- 休館日：月曜日（祝日の場合は翌日休館）、年末年始、臨時休館日（展示替など）

### 主要設備
グリーンパーク
およそ8ヘクタールの全面芝生となる公園。かつて「世界一長いベンチ」としてギネスブックにも掲載された「400mベンチ」がある。
かつて毎年8月には日本クラブユースサッカー選手権 (U-15)大会の会場となっていた。
彫刻の径（みち）
彫刻家本郷新の提案による彫刻群と園路。作家18人による21体の現代彫刻を配置している。
歌碑
中城ふみ子、舟橋精盛、井浦徹人、早川観谷の歌碑（石碑）がある。
十勝監獄石油庫
1895年（明治28年）設置の北海道集治監十勝分監（明治36年に十勝監獄へと独立改称）の灯火用保管庫。1900年（明治33年）建築で帯広市で現存する最古の建造物になっている。1982年（昭和57年）には「帯広市指定文化財」となった。
池
囚人延べ3,260人により掘られた池は「十勝池」と呼ばれる。外郭は十勝を表わしており、池内の小島は帯広市を模している。池では例年5月から売店とボート営業が始まるが、2024年度に参入した民間業者が採算が合わずに撤退したため、2025年4月現在、ボート営業等のめどが立っていない。
桜の並木
市内有数の桜の名所。
おびひろグリーンステージ
利用期間：5月1日から10月31日まで
設備：ステージ145 m²、ステージ照明12灯、屋外灯4基、放送設備
1万人が収容できる芝生広場（5,000 m²）
多目的広場
陸上競技場跡地に整備。冬期はスケートリンクとして利用している。
児童遊園（子ども向けの遊具）
すべり台
ジャングルジム
ネット遊び場
じゃぶじゃぶ水路
つるつるすべり台
洞窟型トンネル（ネット遊具、ブランコ併設）
砂場
スポーツ施設
木立の広場パークゴルフコース（全18ホール、草地コース）
テニスコート3面
ゲートボール場2面
市民スケートリンク（冬期）

## 餌付け等をめぐる問題
- 1990年代の調査では公園利用者によるカモへの給餌がみられ、パンがほとんどだが、スナック菓子も多いなどの指摘があった[22]。
- 公園内にはエゾリス、エゾモモンガなどの野生動物が生息しており[23]、園内に自生しているシラカンバなどの樹洞にはエゾモモンガが営巣することがある[24]。11月から翌年3月にかけては公園内の樹木の葉が落ち、動物の姿を観察しやすくなることから、エゾモモンガの撮影などをする市民が多く[25]、エゾモモンガの撮影を目当てに全国から観光客が訪れている場としても報じられているが[24]、一方でエゾモモンガを撮影する写真愛好家によるマナートラブルや、エゾリスなど野生動物への常習的な餌付けが問題化していることも報じられており[23]、公園を管理する「みどりと花のセンター」は公園利用者に対し、動物観察時のマナーなどを説明したリーフレットを配布するなどして注意喚起を行っている[25]。

## ギャラリー

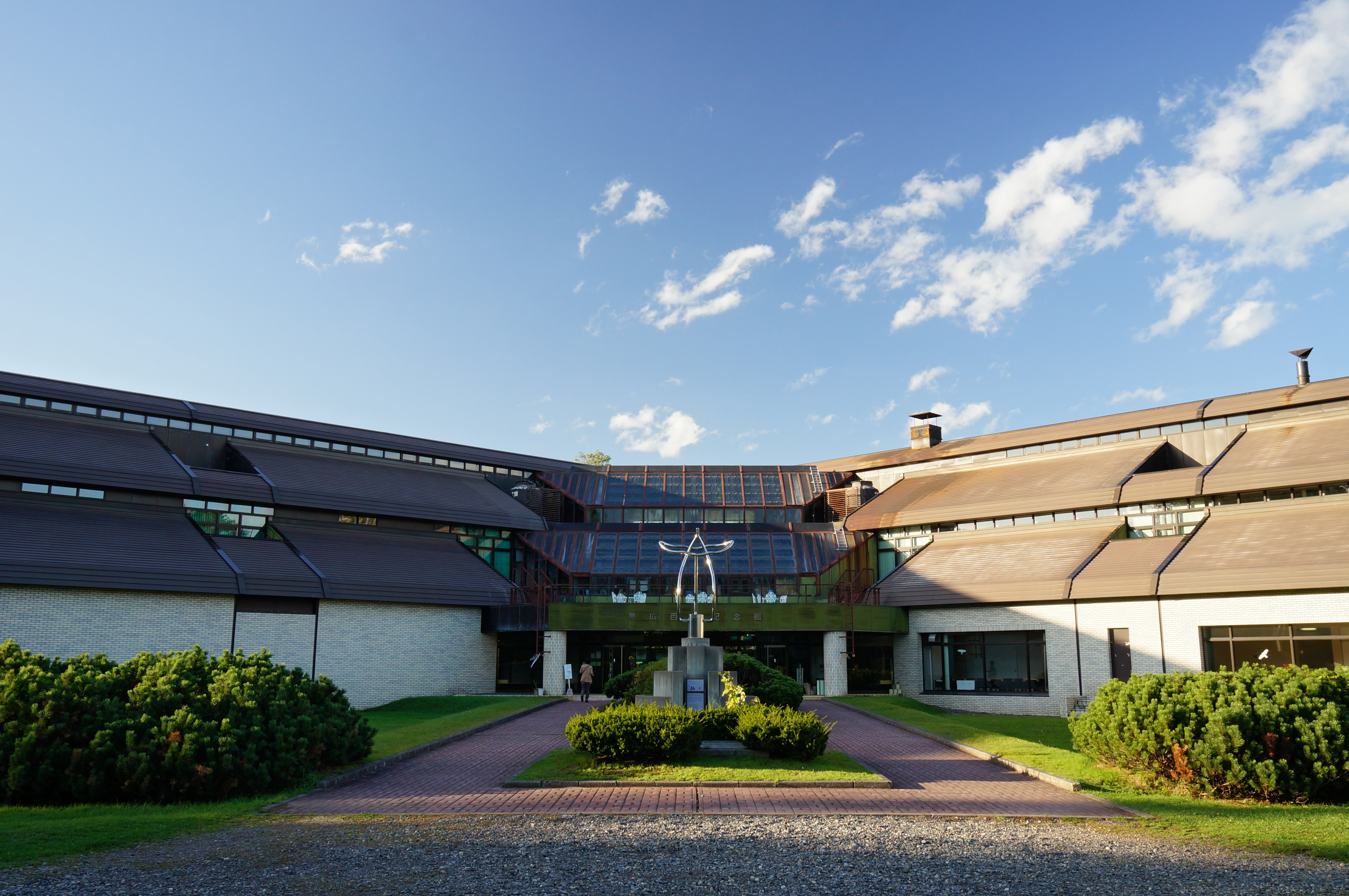
帯広百年記念館（2013年10月）
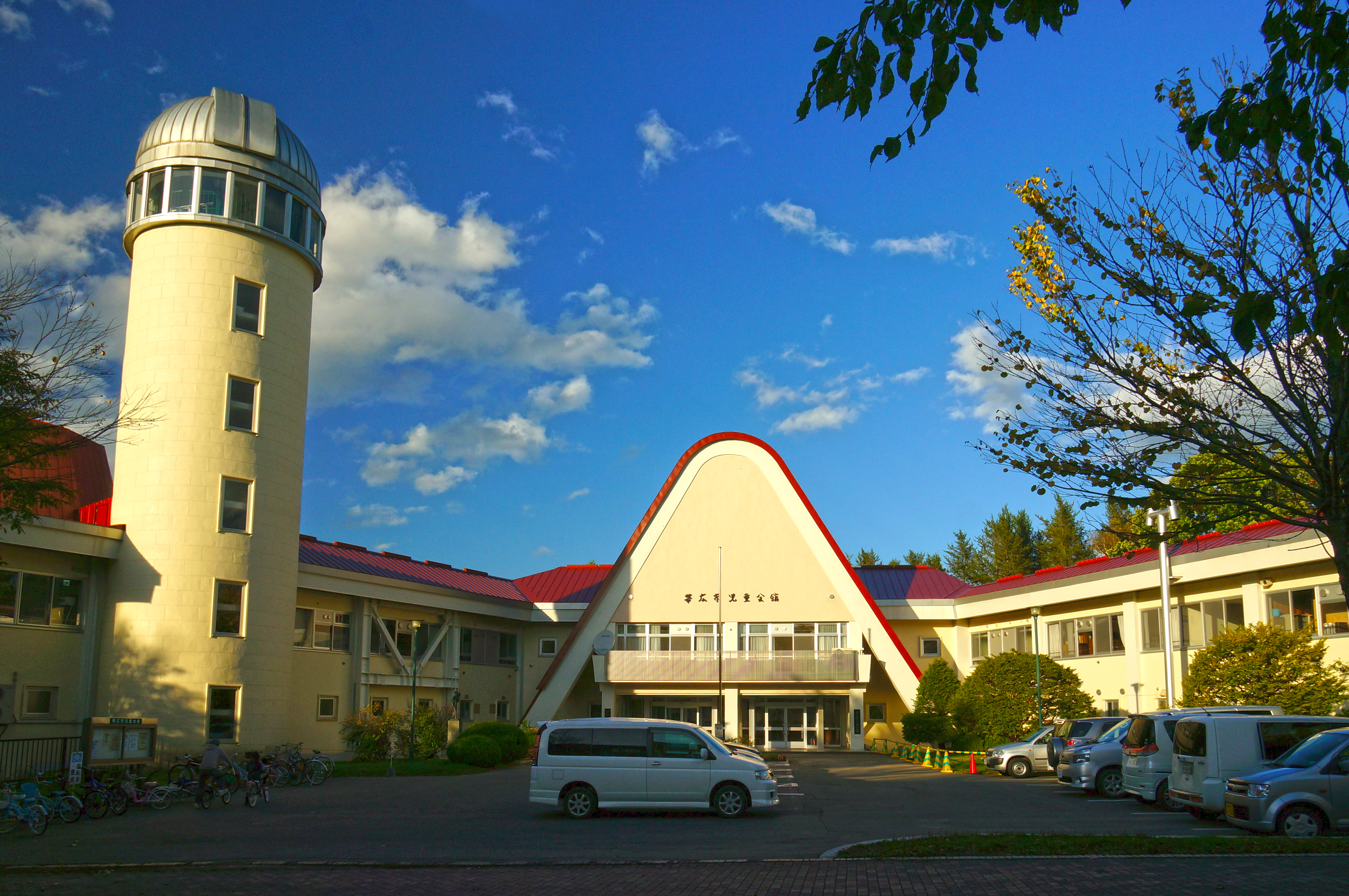
帯広市児童会館（2013年10月）
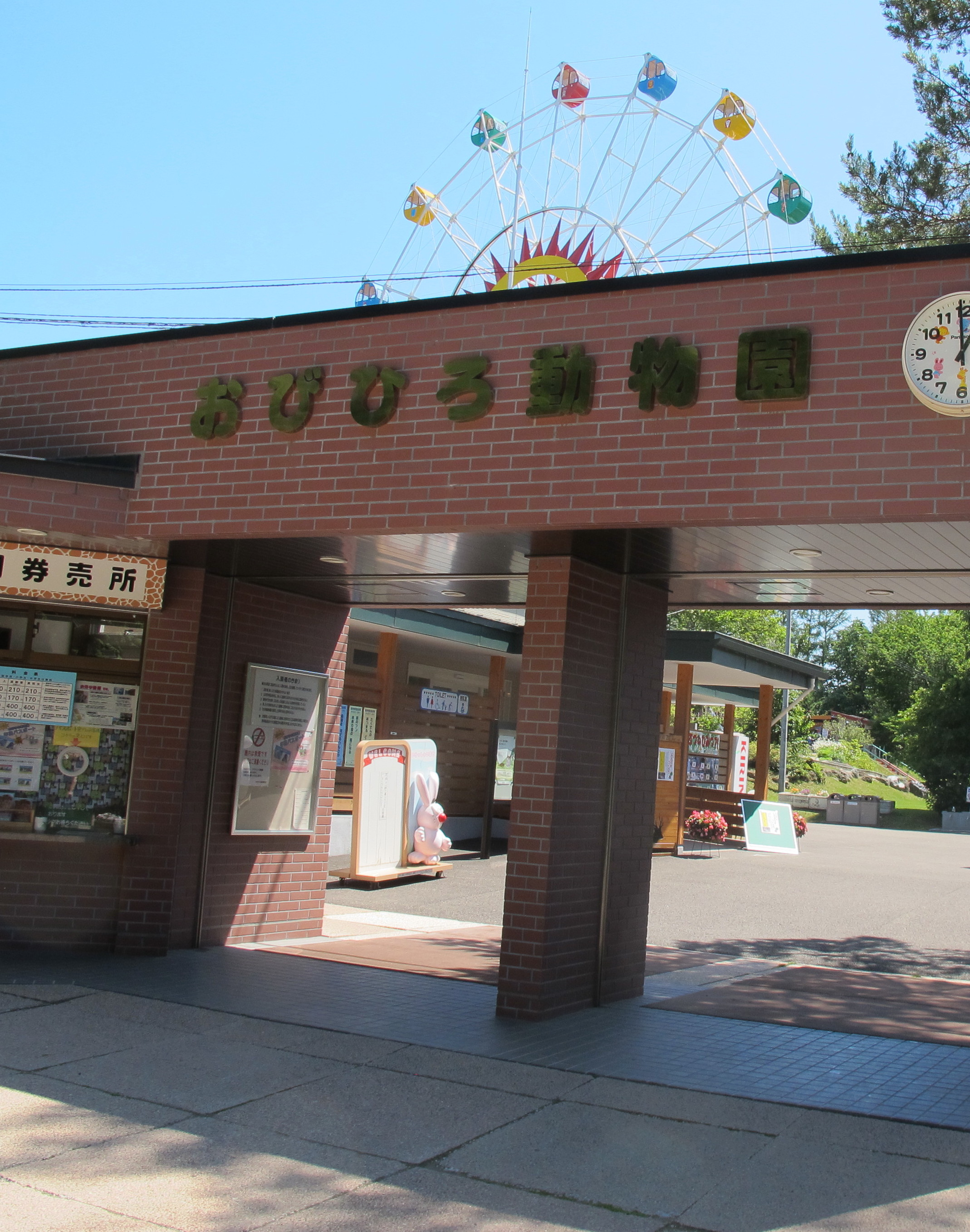
おびひろ動物園正門（2015年6月）
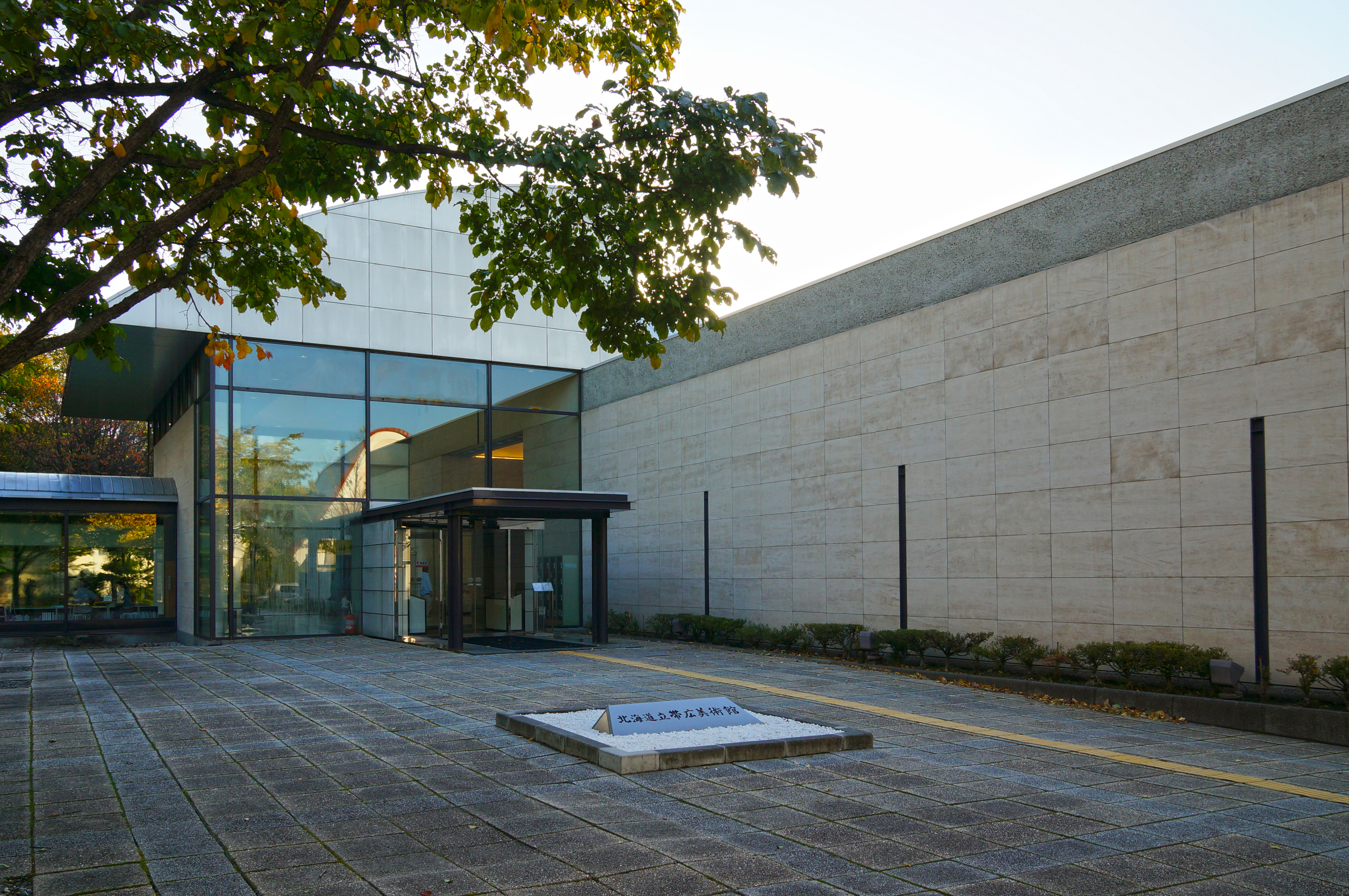
北海道立帯広美術館（2013年10月）
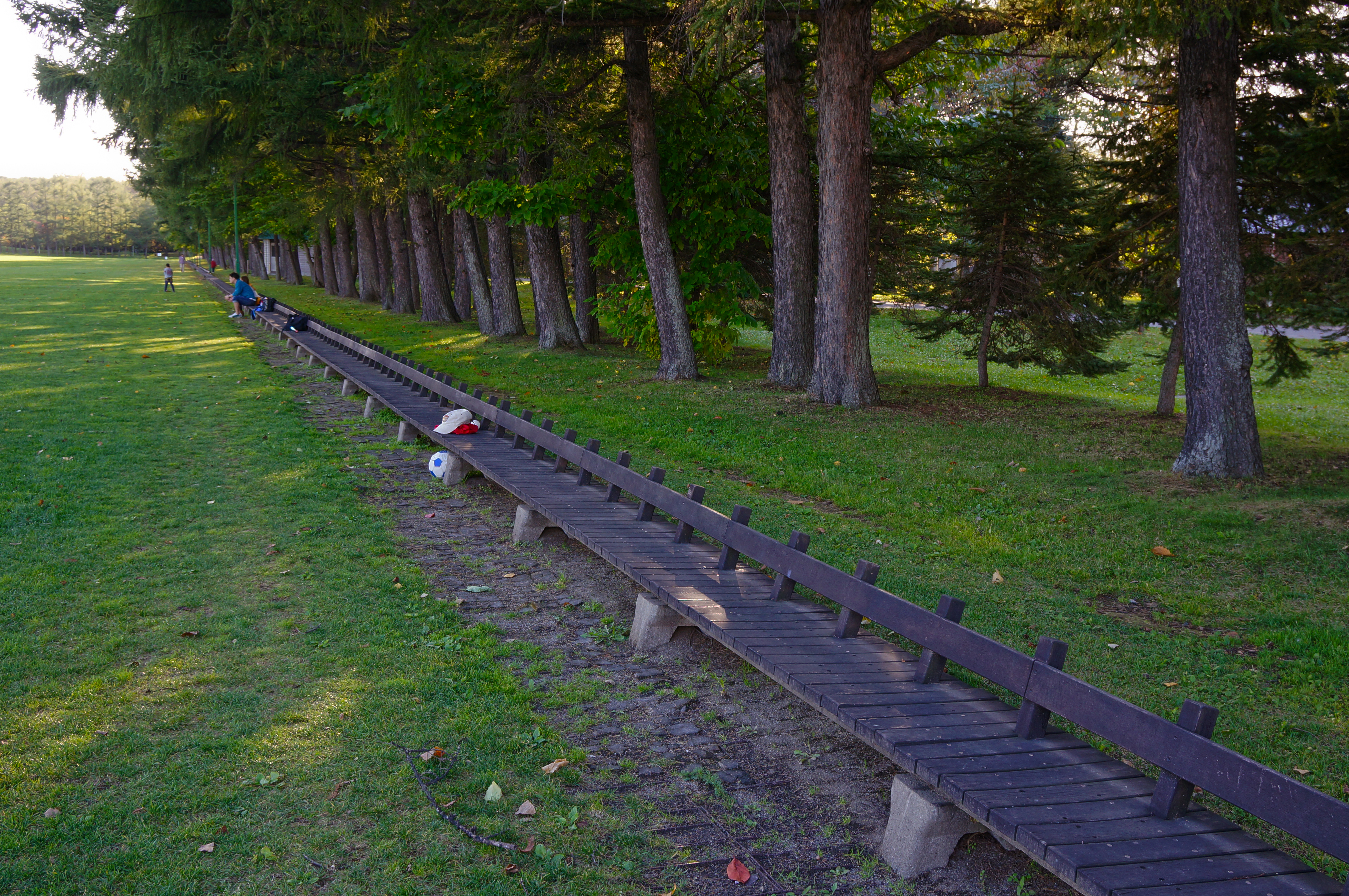
400mベンチ（2013年10月）
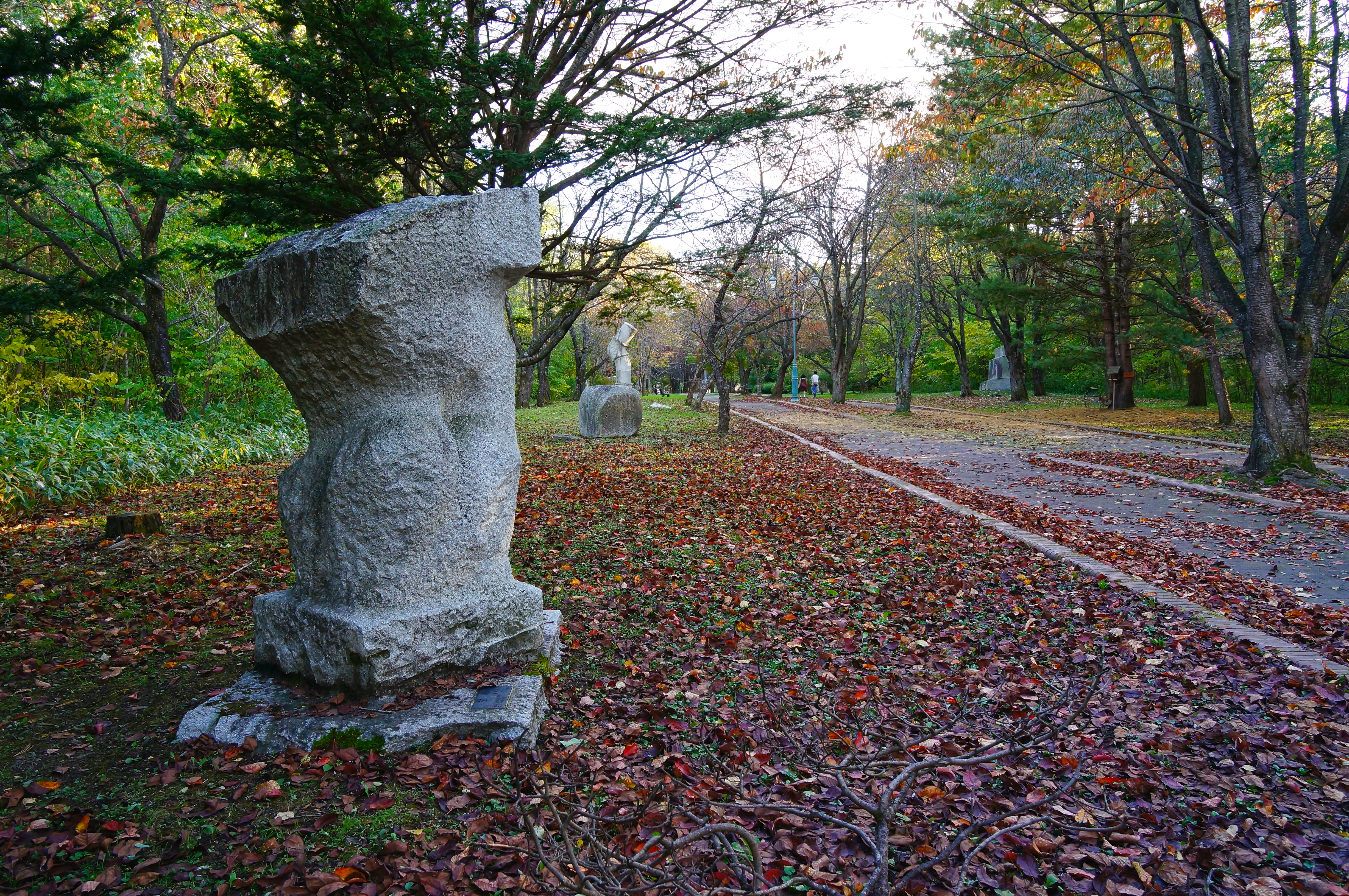
彫刻の径（みち）（2013年10月）
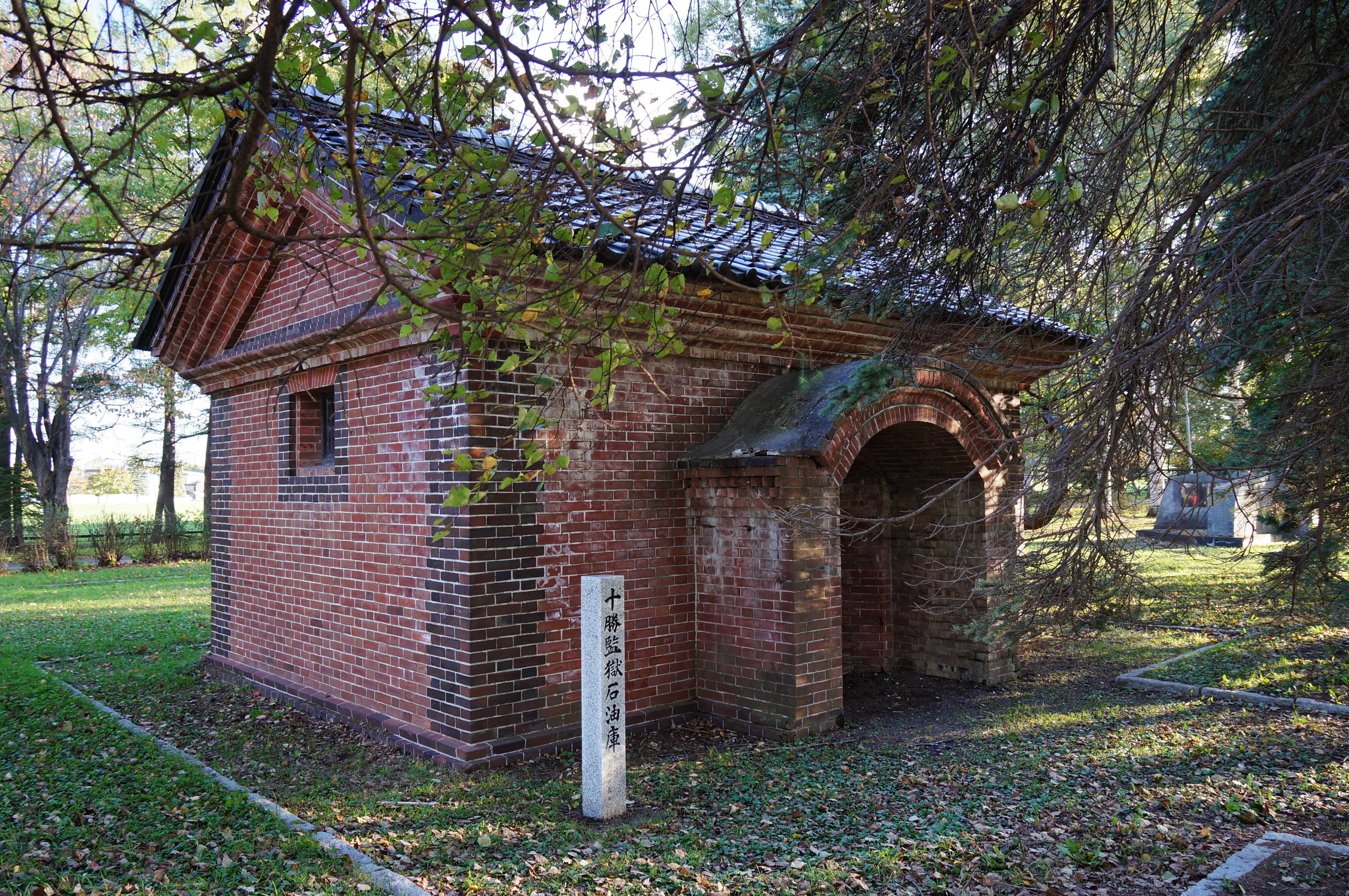
十勝監獄石油庫（2013年10月）
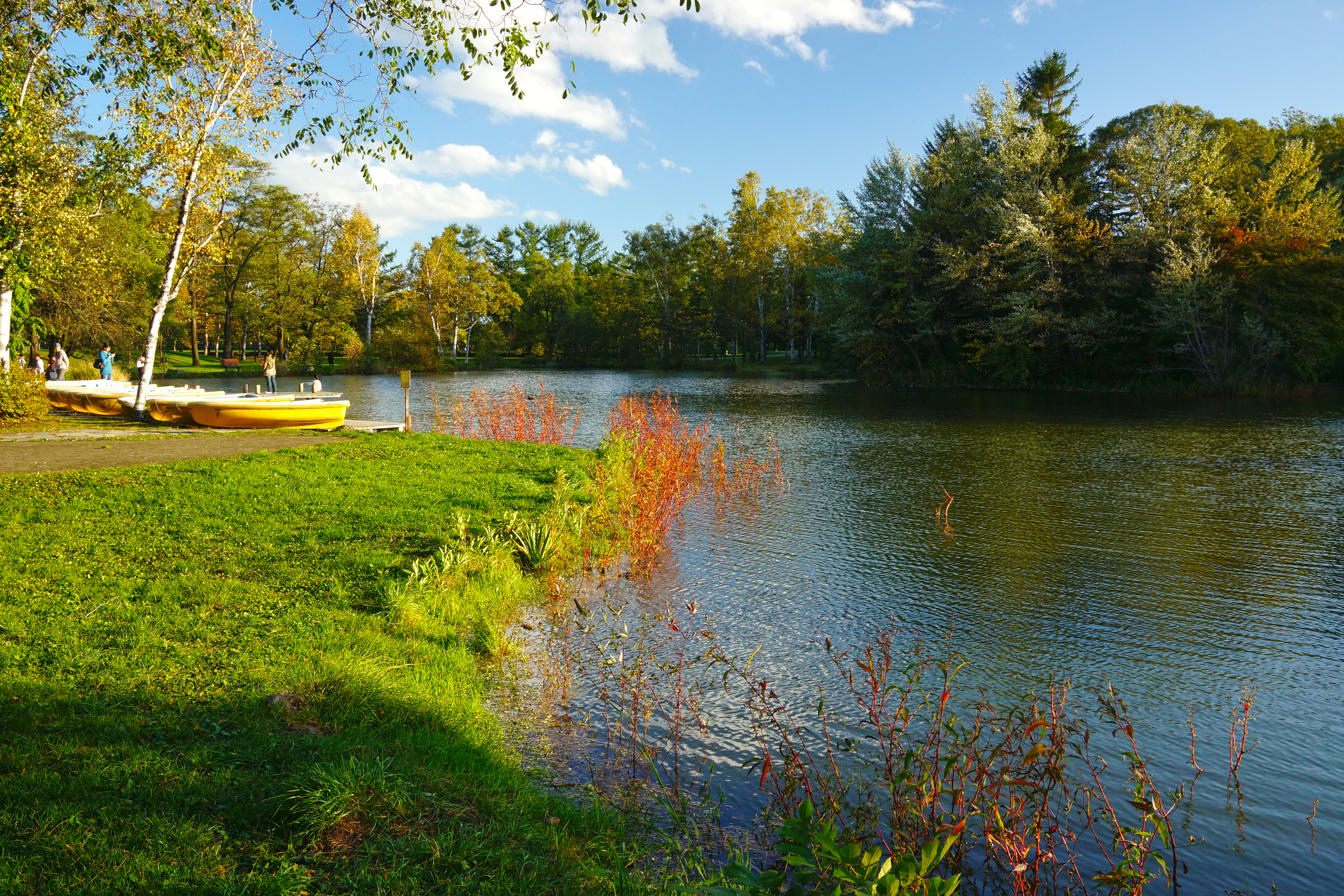
十勝池（2013年10月）
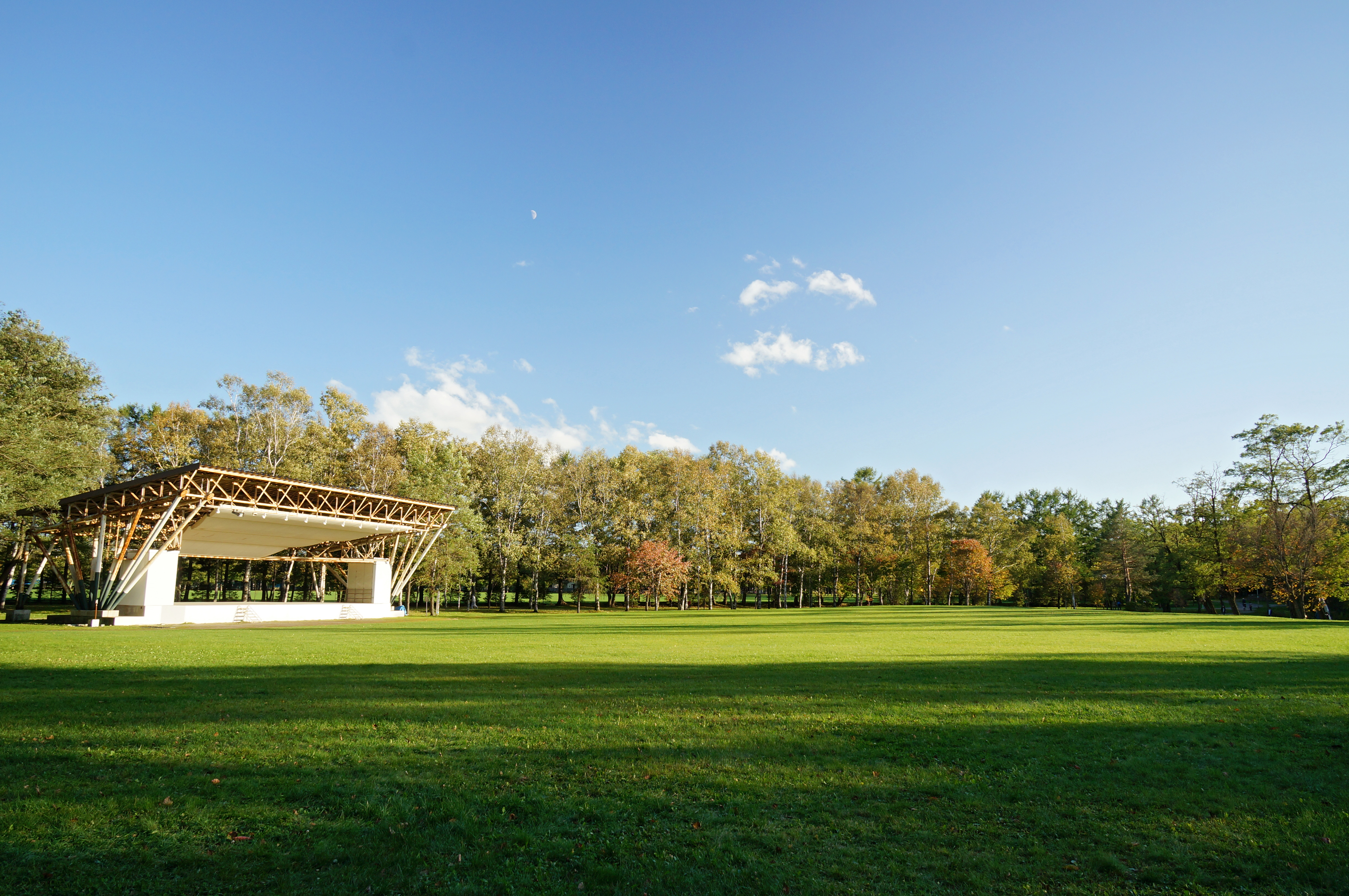
おびひろグリーンステージ（2013年10月）